# Spilosoma sanguinale
Spilosoma sanguinale là một loài bướm đêm thuộc phân họ Arctiinae, họ Erebidae.